# Аришевац
Аришевац (лат. Suillus grevillei) је микоризна гљива из реда вргања (Boletales) која расте у симбиози са аришима (лат.Larix spp). Далеко је чешћа врста у Азији док се у остатку северне хемисфере јавља у вештачким засадима ариша. Прави колоније. Плодоноси од јуна до новембра најчешће у два таласа.

## Опис плодног тела
Шешир је код ове врсте је пречника углавном до 10 cm полулуптаст, заобљен до звонолик слузав жуте до наранџасте боје. Кожица је глатка, слузава и као да помало виси са ивице шешира. 
Цевчице су кратке и жуте величине 5-10 mm. Док је гљива млада цевчице су покривене дебелим белим опнастим велом. 
Поре ове врсте су округле и ситне, жуте па рђасто прскане. 
Месо је дебело, сочно и мекано, жуте боје без неког особеног мириса и благог укуса. Дршка је сличне боје као и шешир и на себи поседује трајан беличасти прстен. 
Дршка је висока од 5-12 cm, а дебљина 1,5-3 cm.

## Микроскопија
Споре су бледе или хијалине, цилиндричне или издужено-вретенасте димензија 8-12 × 3-4 μm. Цистиде су у накупинама, маслинасто смеђе, батинасте, или са суженим врхом (30-60 × 6-7 μm).

## Отисак спора
Отисак спора је кестењасто смеђа до глинасто окер боје (нема примеса маслинасте).

## Јестивост
Јестива и укусна гљива. Може се и кувати и поховати. Кожицу шешира пре спремања обавезно огулити јер поседује веће количине протеина глутена.